# 庞普鲁
庞普鲁（法語：Pamproux，法語發音：[pɑ̃pʁu]）是法国德塞夫勒省的一个市镇，属于尼奥尔区。

## 地理
庞普鲁（46°23'45"N, 0°3'20"W）面积36.3 平方千米，位于法国新阿基坦大区德塞夫勒省，该省份为法国西部内陆省份，北起曼恩-卢瓦尔省，西接旺代省，南至夏朗德省和滨海夏朗德省，东临维埃纳省。
与庞普鲁接壤的市镇（或旧市镇、城区）包括：阿翁、布贡、圣热尔米耶、萨勒、苏当、鲁耶。

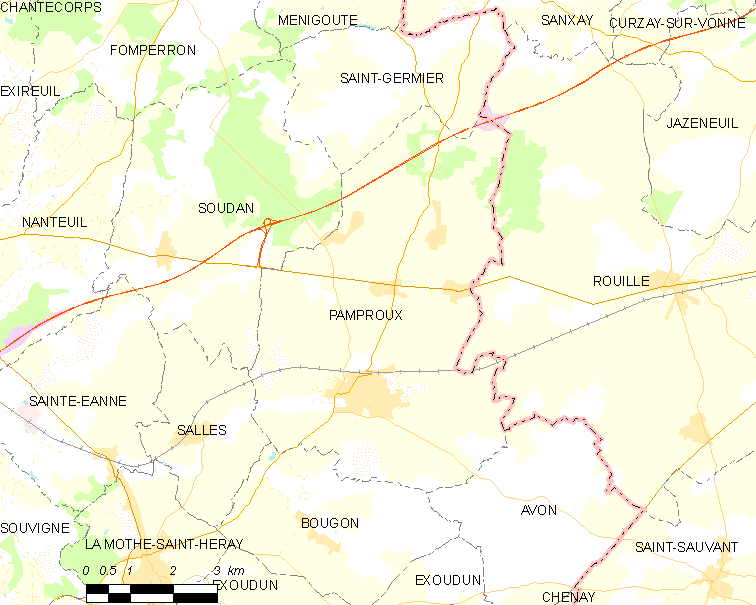
庞普鲁的OSM定位图

庞普鲁的时区为UTC+01:00、UTC+02:00（夏令时）。

## 行政
庞普鲁的邮政编码为79800，INSEE市镇编码为79201。

## 政治
庞普鲁所属的省级选区为贝勒河畔塞勒县。

## 人口

1962-2008年间庞普鲁人口变化图示

庞普鲁于2022年1月1日时的人口数量为1685人。